# Franz Anton Bustelli

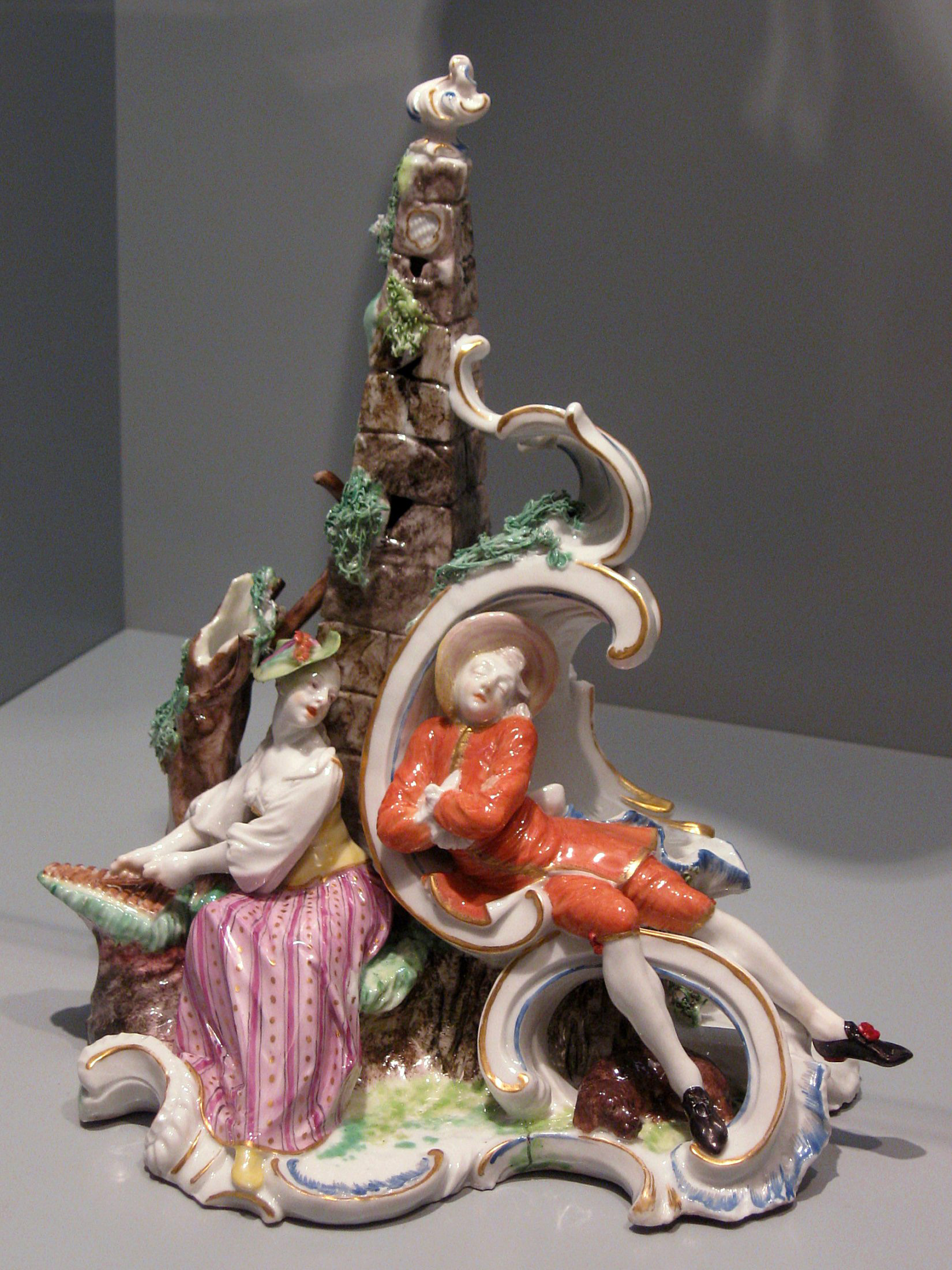

Franz Anton Bustelli (12 de abril de 1723 - 18 de abril de 1763) foi um escultor alemão.